# Drahtschere

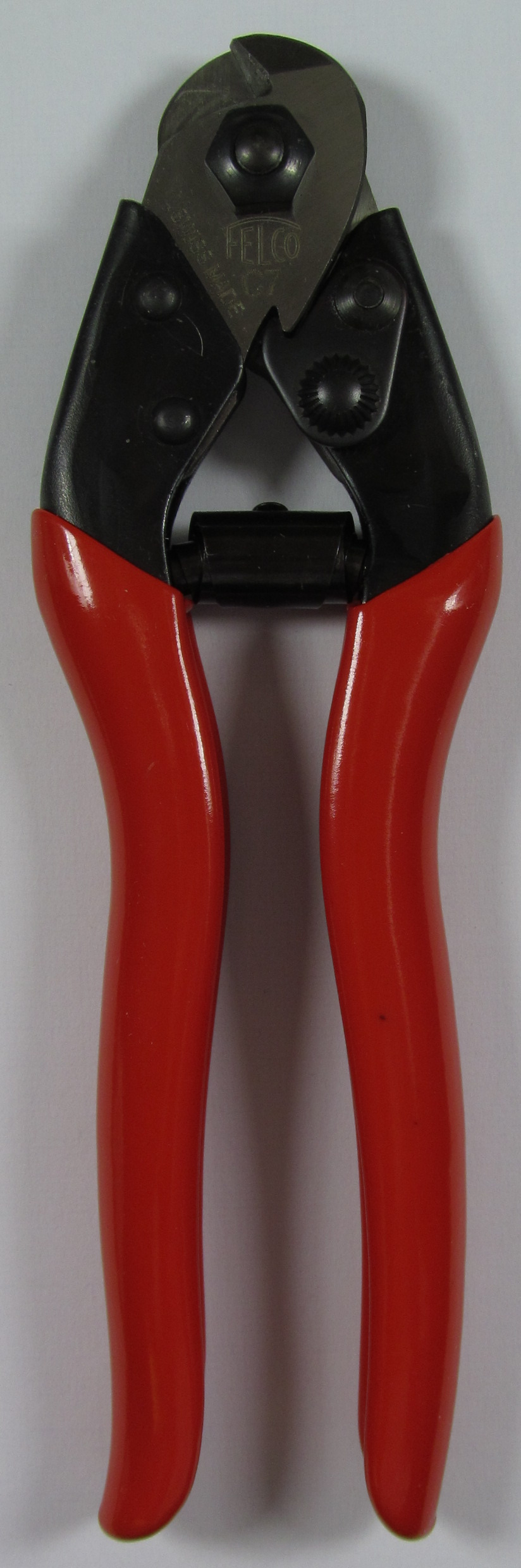
Drahtschere

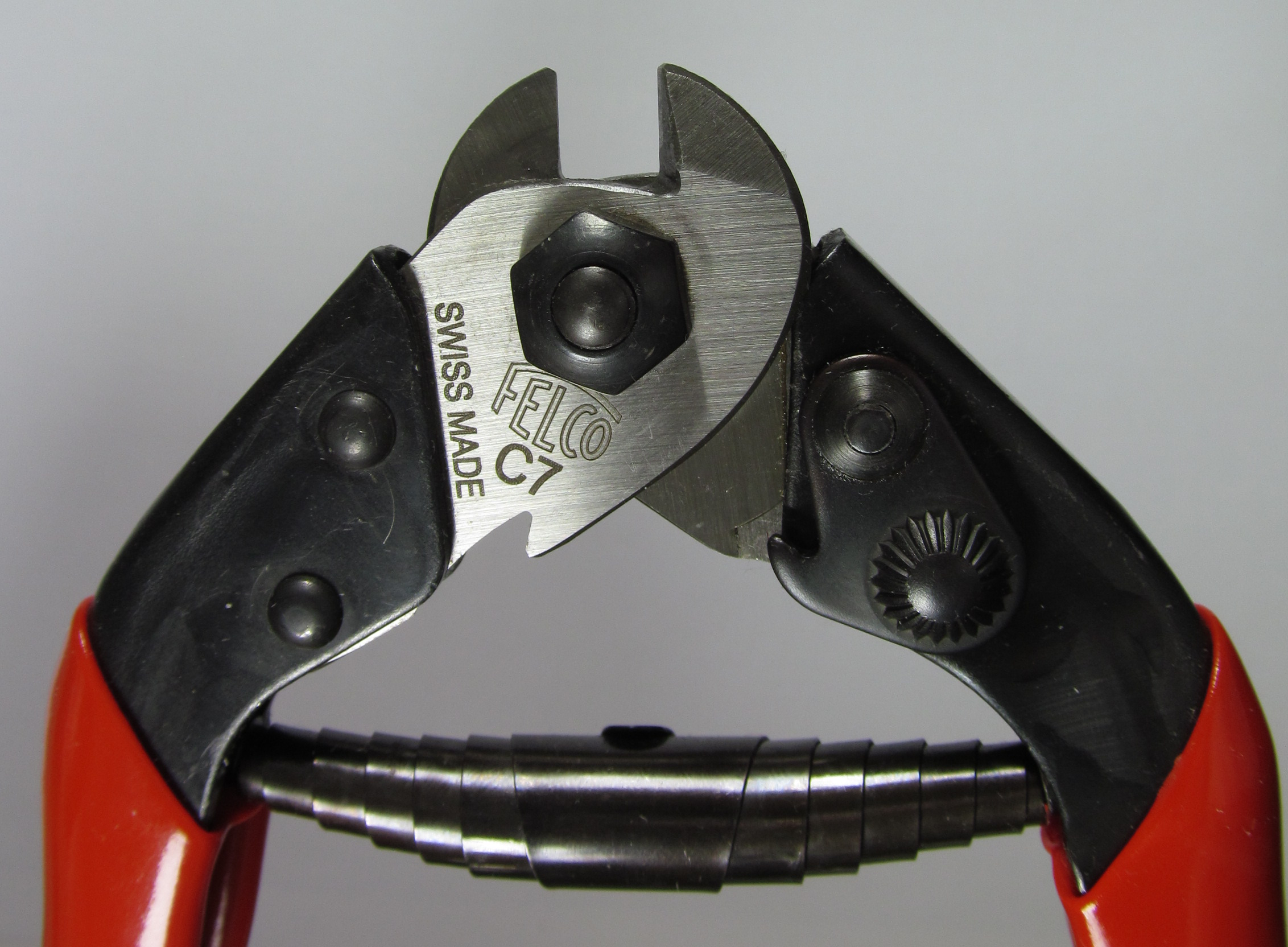
Geöffnete Schneiden

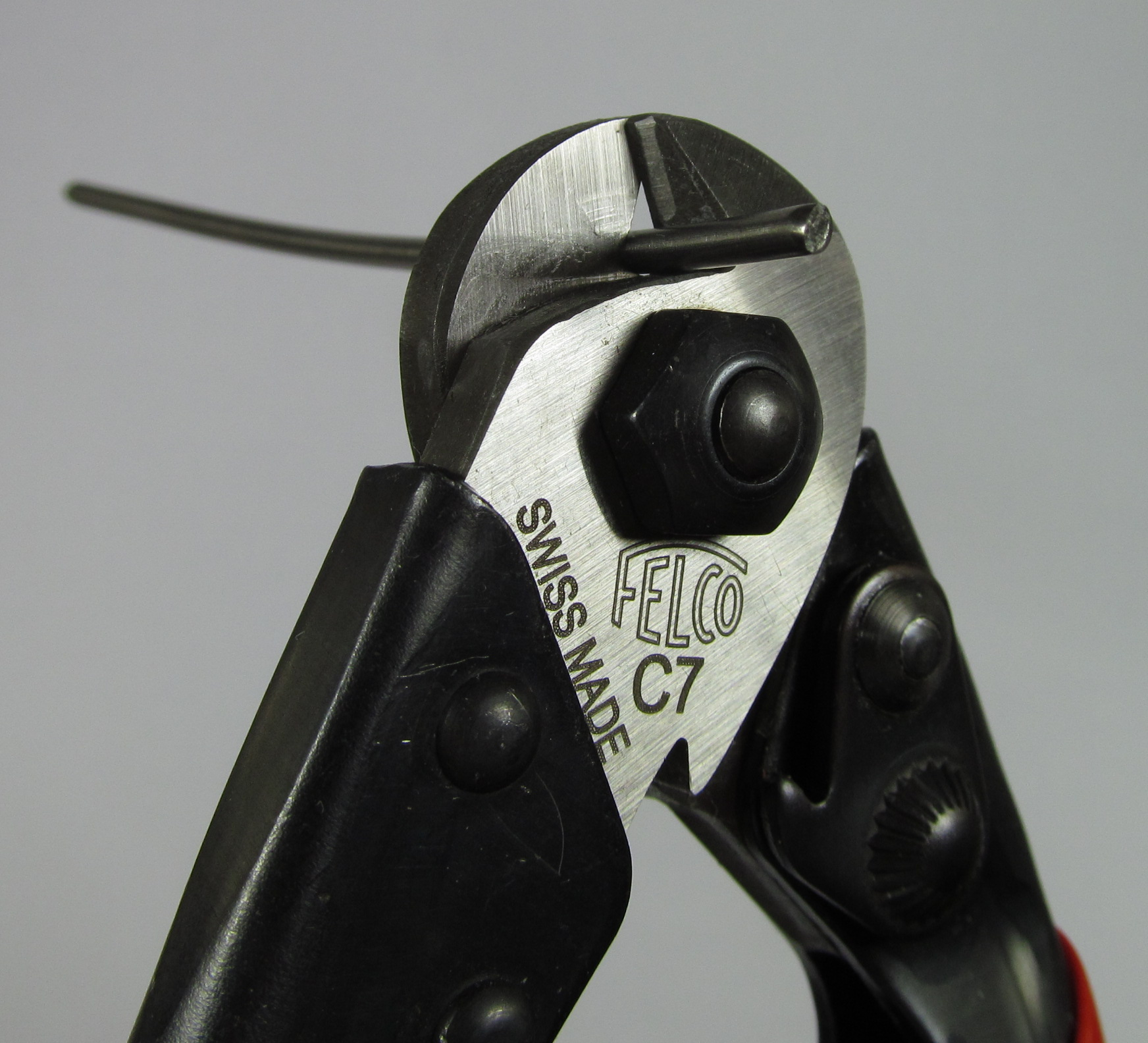
Der Draht rutscht nicht weg

Die Drahtschere ist ein Werkzeug zum Durchtrennen von Drähten. Zum Beispiel werden Drahtseile mit speziellen Drahtseilscheren geschnitten.

## Unterschied zu Trennzangen
In der Regel werden Drähte von Zangen geschnitten (Seitenschneider etc.); Kabel von Kabelscheren/Kabelschneidern. Der Unterschied erwächst dabei aus der Form und der Stellung der Backen zueinander.
Bei Kneifzangen, Seitenschneidern etc. treffen die Backen beim Schluss genau aufeinander. Sie sind keilförmig und durchtrennen selbst sehr widerstandsfähigen Draht, der Draht wird dabei aber verformt (gequetscht). Diesen Vorgang nennt man Keilschneiden.
Bei der Schere hingegen laufen zwei Messer aneinander vorbei, der Schnitt wird sauberer. Dabei treten allerdings so genannte Scherkräfte auf, die den Abstand der Schneidflächen verändern und damit das saubere Schneiden verhindern können. Diesen Vorgang nennt man Scherschneiden.

## Typen
Wichtig ist der Abstand der Backen zueinander, welcher kleiner als das zu schneidende bzw. durchzutrennende Metallstück sein muss. Die Backen sollten, um den Verschleiß zu verkleinern, eine höhere Härte aufweisen als das zu durchtrennende Material. Je nach Schneidgut werden Klappscheren oder Senkscheren verwendet.

### Klappschere
Klappscheren haben ein Scharnier.

### Senkschere
Bei Senkscheren laufen die beiden Schneidkanten wie bei einem Fallbeil, senkrecht aufeinander zu. Bei der Senkschere ist mindestens eine der beiden Schneidkanten angeschrägt. Senkscheren eignen sich sehr gut zum Durchschneiden runder Gegenstände, die nicht aus der Schere rollen sollen, zum Beispiel beim Zigarrenschneider oder bei der Guillotine zu beobachten.

### Improvisierte Drahtscheren
Ferner verfügen einige Bajonette in Verbindung mit dem Heft über improvisierte Drahtscheren, etwa zum Durchtrennen von Bandstacheldraht. Beispiele hierfür sind das M-9 Multipurpose Bayonet System sowie das B 2000. Das israelische IMI Galil verfügt im optionalen Zweibein neben einem Flaschenöffner ebenfalls über eine improvisierte Drahtschere.